# Raja ka Rampur
Raja ka Rampur è una suddivisione dell'India, classificata come nagar panchayat, di 10.720 abitanti, situata nel distretto di Etah, nello stato federato dell'Uttar Pradesh.